# Maximilian von Proskowetz

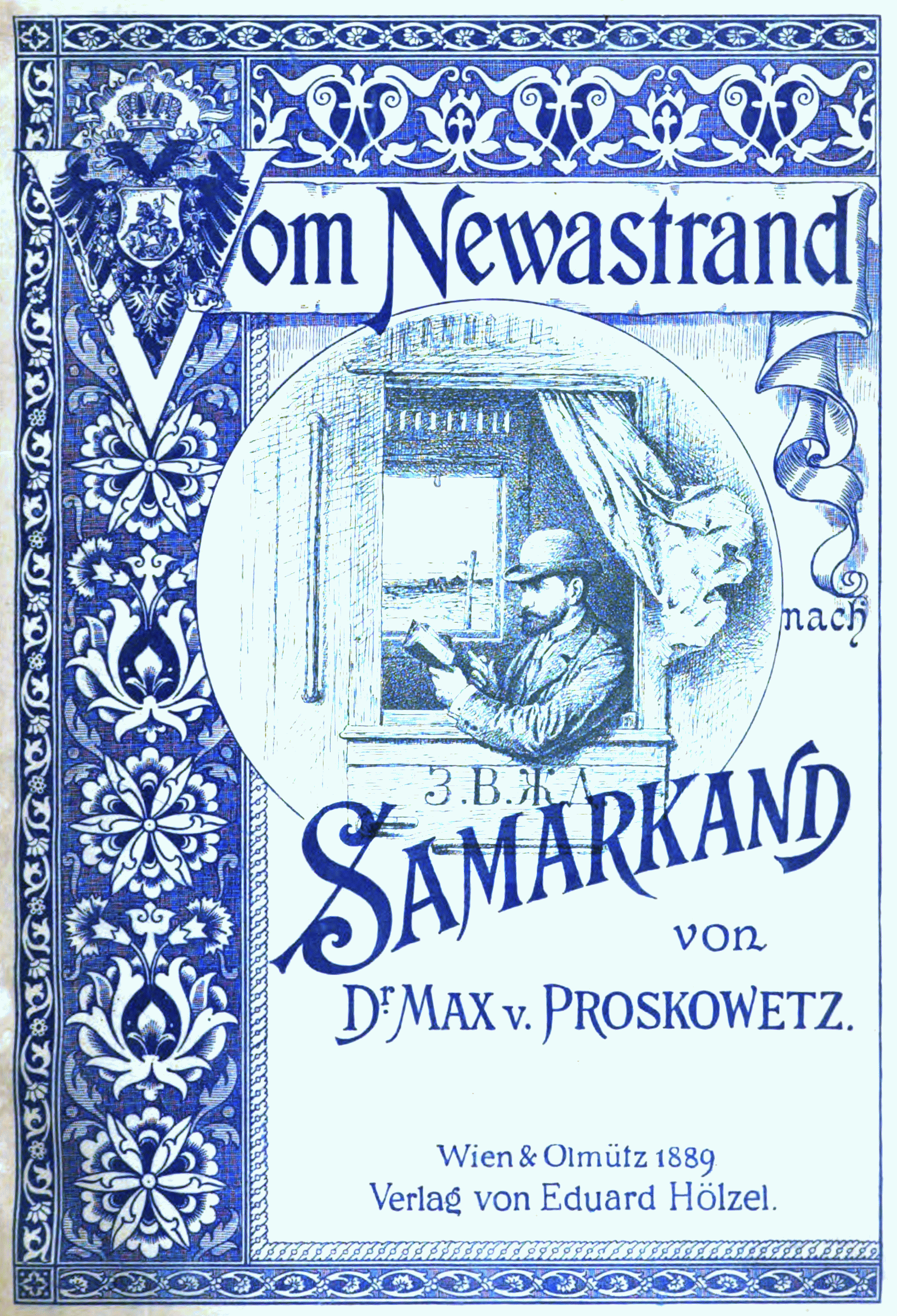
Obálka Proskowetzova cestopisu (1889)

Maximilian von Proskowetz, křtěný Maxmilian František Karel, nebo zkráceně jen Max von Proskowetz, narozen jako Maximilian Proskowetz von Proskow und Marstorff (4. listopadu 1851 Kvasice, Morava - 19. září 1898 Fort Wayne, Indiana) byl rakouský agronom, diplomat, cestovatel a autor cestopisů. Je původem z Moravy.

## Život a dílo

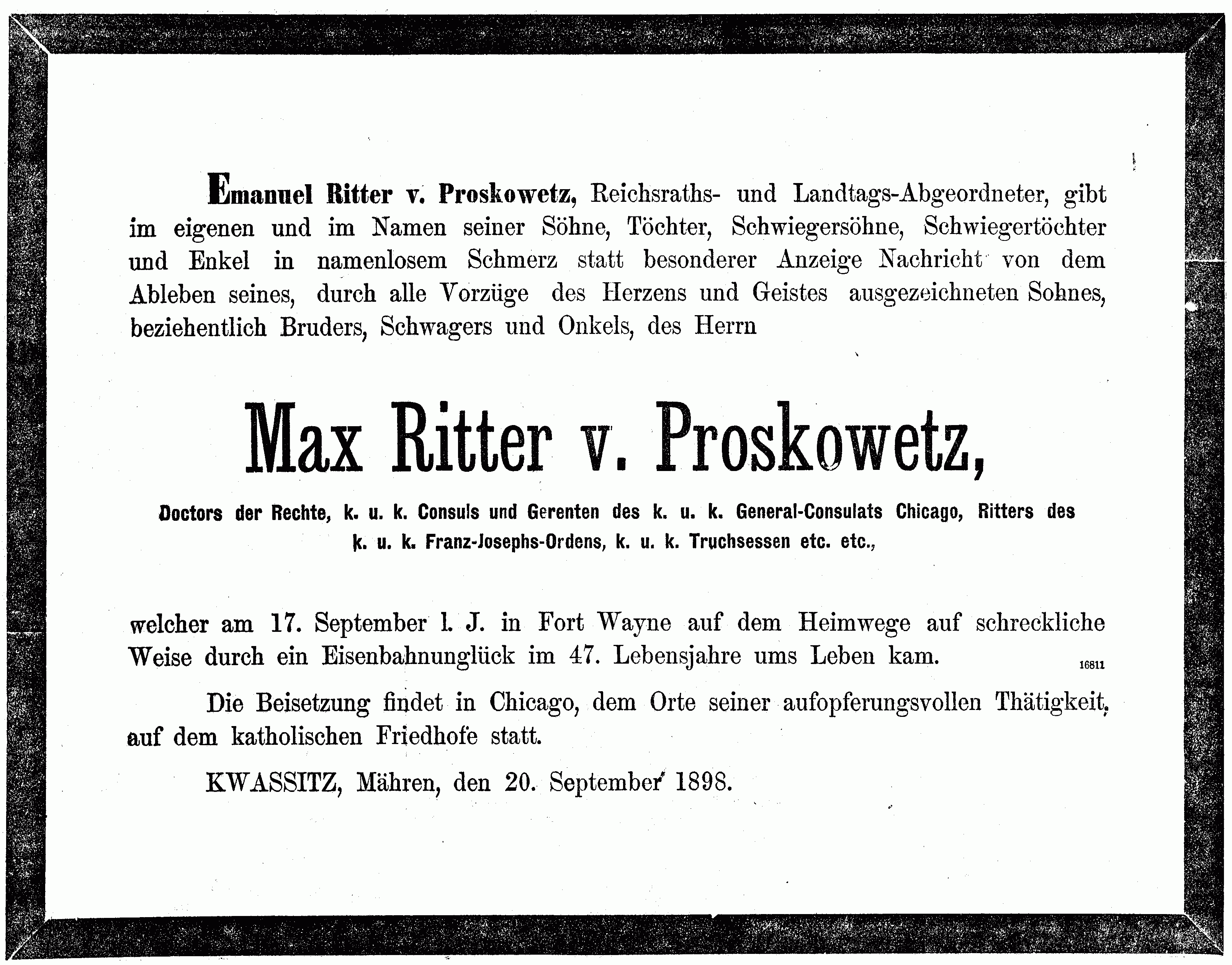
Úmrtní oznámení z roku 1898

Narodil se jako druhý syn průmyslníka Emanuela von Proskowetze staršího. Od dětství se učil cizí jazyky. Oplýval také nadáním pro malířské a kreslířské umění. Maturoval na vídeňském Schottengymnasium v roce 1869, po té studoval na Vídeňské univerzitě práva, ze kterých získal v roce 1874 doktorát. Jeho další zájem byl ovšem především o zemědělství, pracoval jako dobrovolník na jednom statku v Rakouském Slezsku. Na základě toho studoval agronomii ve Vídni a v Halle. Max Proskowetz se zajímal o využití umělých hnojiv a se svým bratrem vykonal spoustu studijních cest po Evropě. O tom, co všechno na svých cestách viděl, napsal v díle Landwirtschaftlichen Reisebriefen (Agronomické dopisy z cest). V roce 1880 procestoval Egypt, Palestinu, Sýrii, Malou Asii, evropskou část Turecka a Řecko. Z těchto cest vydal v roce 1881 spisy Streifzüge eines Landwirts (Putování zemědělce) a Landwirtschaftliche Reisebriefe aus dem Orient (Agronomické dopisy z cest po Orientu).
Po několika letech práce na svých pozemcích, vyrazil v roce 1888 na cestu do Ruska, kde navštívil Kavkaz a pomocí nové transkaspické železniční dráhy i města Samarkand a Bucharu. Po jeho návratu publikoval své deníky z cest pod názvem Vom Newastrand nach Samarkand. Následně se věnoval přípravě a realizaci mezinárodního zemědělského a lesnického kongresu ve Vídni (1890). Rovněž bojoval proti rozšířenému alkoholismu mezi venkovským obyvatelstvem.
Ve spolupráci se severoamerickými zemědělskými podniky vyrazil se svým mladším bratrem Felixem na další cestu po světě. V posledních letech života působil v rakouských diplomatických službách, nejprve jako konzul ve Smyrně a v New Yorku, po roce 1897 potom jako konzul v Chicagu.
Zemřel na následky pádu z plošiny železničního vozu.
Byl rytířem řádu Františka Josefa  .